# Tettigonia nigrifasciata
Tettigonia nigrifasciata är en insektsart som först beskrevs av Baltasar Merino 1936.  Tettigonia nigrifasciata ingår i släktet Tettigonia och familjen dvärgstritar. Inga underarter finns listade i Catalogue of Life.